# Acer platanoides 'Globosum'

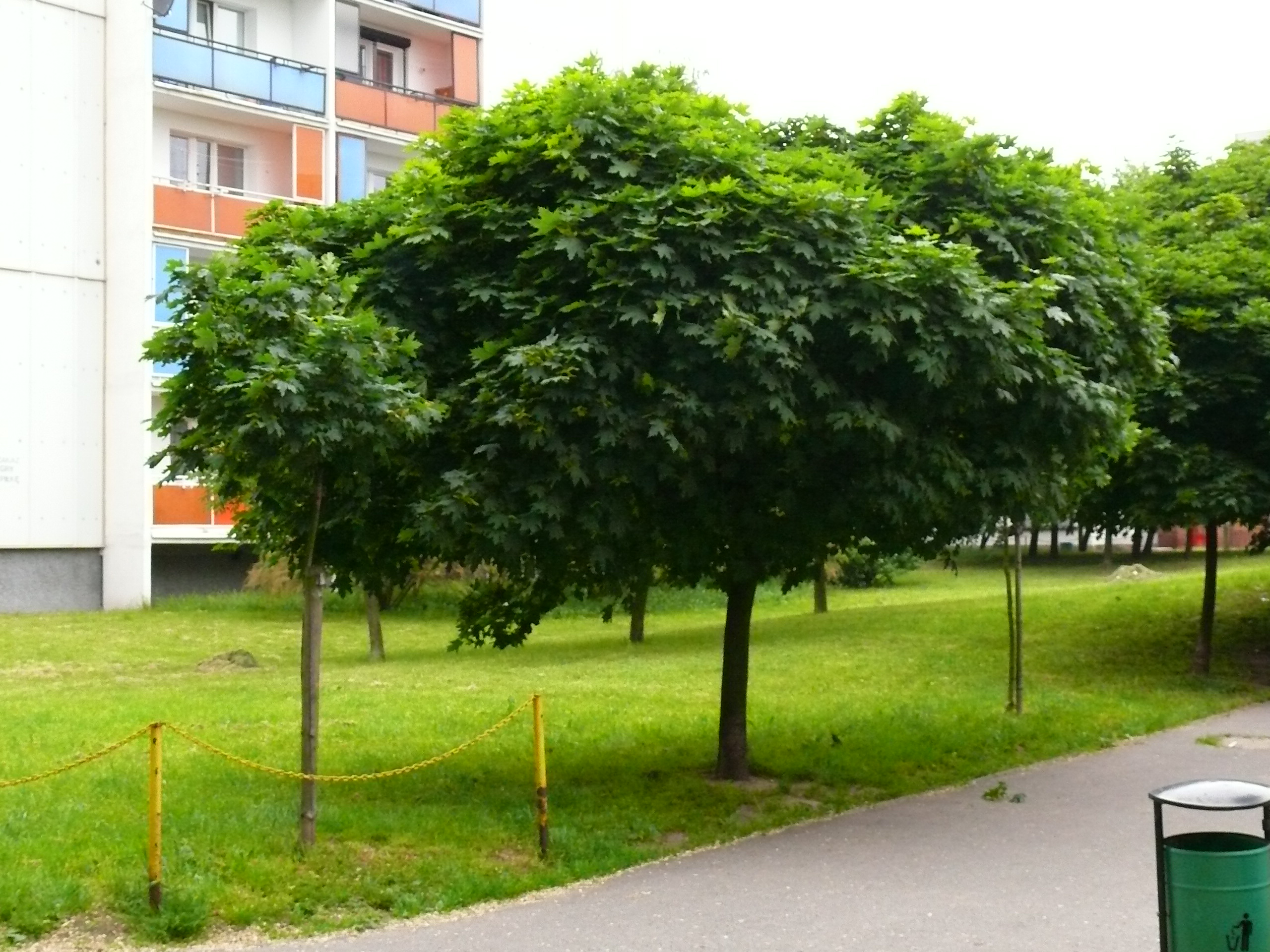
bolesdoorn

De bolesdoorn of kogelesdoorn (Acer platanoides 'Globosum') is een cultivar van de Noorse esdoorn. Hij is in 1873 ontstaan bij een kwekerij in België. 
Deze boom wordt tot 8 m breed en 5 m hoog en is van nature afgeplat bolvormig. Hij behoort niet gesnoeid te worden. De boom bloeit met een vrij onopvallende groengele bloesem in de maand april. Het jonge blad is in het begin bruinrood en kleurt daarna heldergroen.

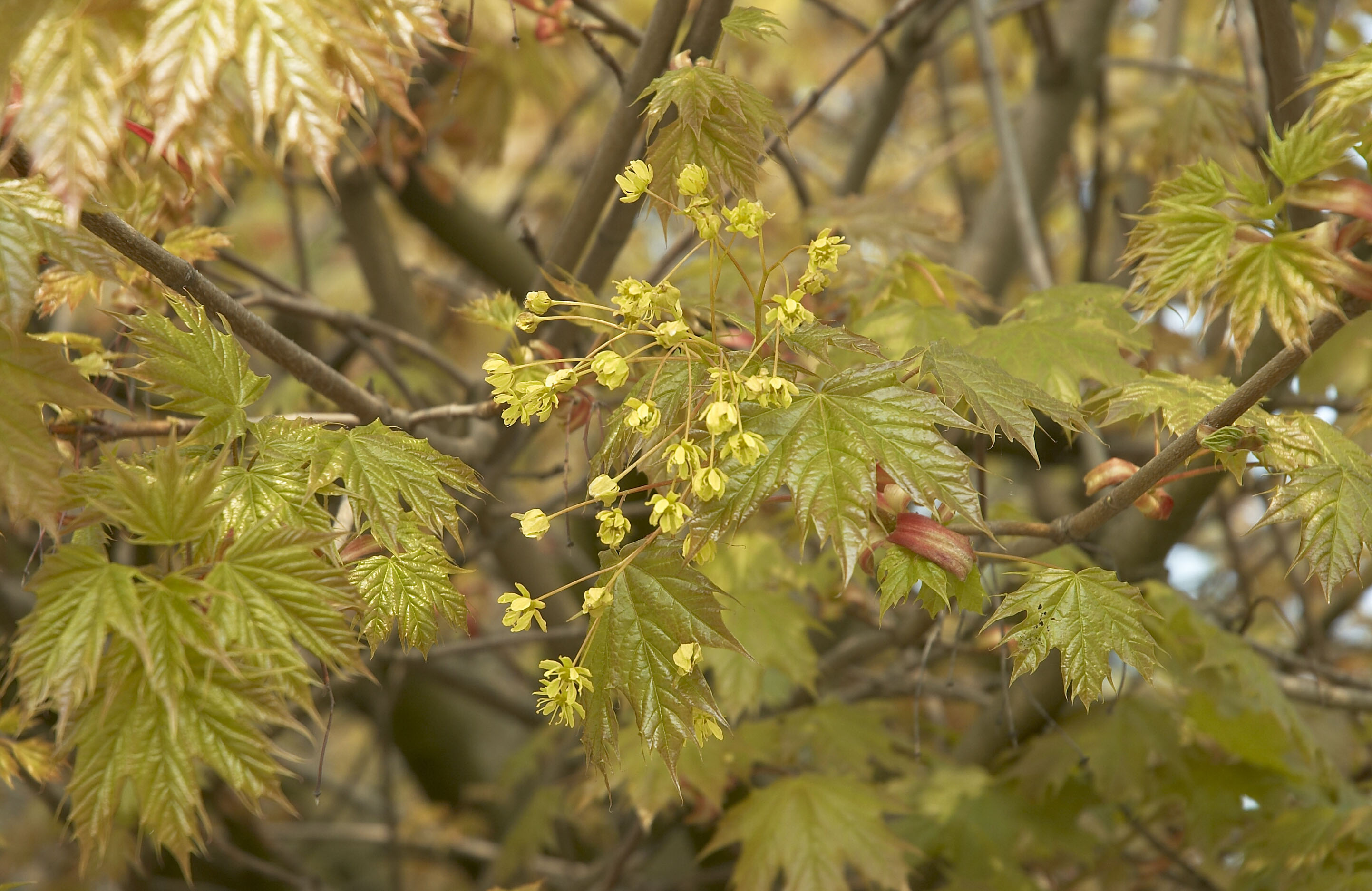
bloeiwijze